# Falkenstein, Harz
Falkenstein là một thị xã thuộc Harz district, trong bang Sachsen-Anhalt, Đức. Đô thị Falkenstein, Harz có diện tích km². Đô thị này nằm ở rìa đông bắc của Harz, khoảng 10 km về phía tây của Aschersleben. Tại xã được lập năm 2002 thông qua việc hợp nhất thị trấn Ermsleben với 6 đô thị khác. Thị xã được đặt tên theo lâu đài Falkenstein, cách 5 km về phía tây nam.